# Chaharmahal e Bactiari
Chaharmahal e Bactiari (em persa: چهارمحال و بختیاری; romaniz.: Chahārmahāl va Bakhtīārī) é uma província do Irã sediada em Xarecorde. Tem 16 328 quilômetros quadrados e segundo censo de 2019, havia 979 000 residentes. Se divide em nove condados.